# Cantó de La Rochelle-1
El cantó de La Rochelle-1 és un cantó francès del departament del Charente Marítim, situat al districte de La Rochelle. Compta amb part del municipi de La Rochelle.
| Data d'elecció                           | Identitat          | Partit | Qualitat |
| ---------------------------------------- | ------------------ | ------ | -------- |
| 1962-1967                                | André Salardaine   | UDR    |          |
| 1967-1982                                | Michel Crépeau     | MRG    |          |
| 1982-1985                                | Gérard Gomès       | PS     |          |
| 1985-1998                                | Andrée Renouard    | MRG    |          |
| 1998-                                    | Gilles Gautronneau | PRG    |          |
| les dades anteriors no són pas conegudes |                    |        |          |
|                                          |                    |        |          |